# Surandai
Surandai là một thị xã panchayat của quận Tirunelveli thuộc bang Tamil Nadu, Ấn Độ.

## Địa lý
Surandai có vị trí 8°58′B 77°24′Đ / 8,97°B 77,4°Đ Nó có độ cao trung bình là 132 mét (433 feet).

## Nhân khẩu
Theo điều tra dân số năm 2001 của Ấn Độ, Surandai có dân số 28.135 người. Phái nam chiếm 50% tổng số dân và phái nữ chiếm 50%. Surandai có tỷ lệ 65% biết đọc biết viết, cao hơn tỷ lệ trung bình toàn quốc là 59,5%: tỷ lệ cho phái nam là 73%, và tỷ lệ cho phái nữ là 57%. Tại Surandai, 12% dân số nhỏ hơn 6 tuổi.